# 观光船

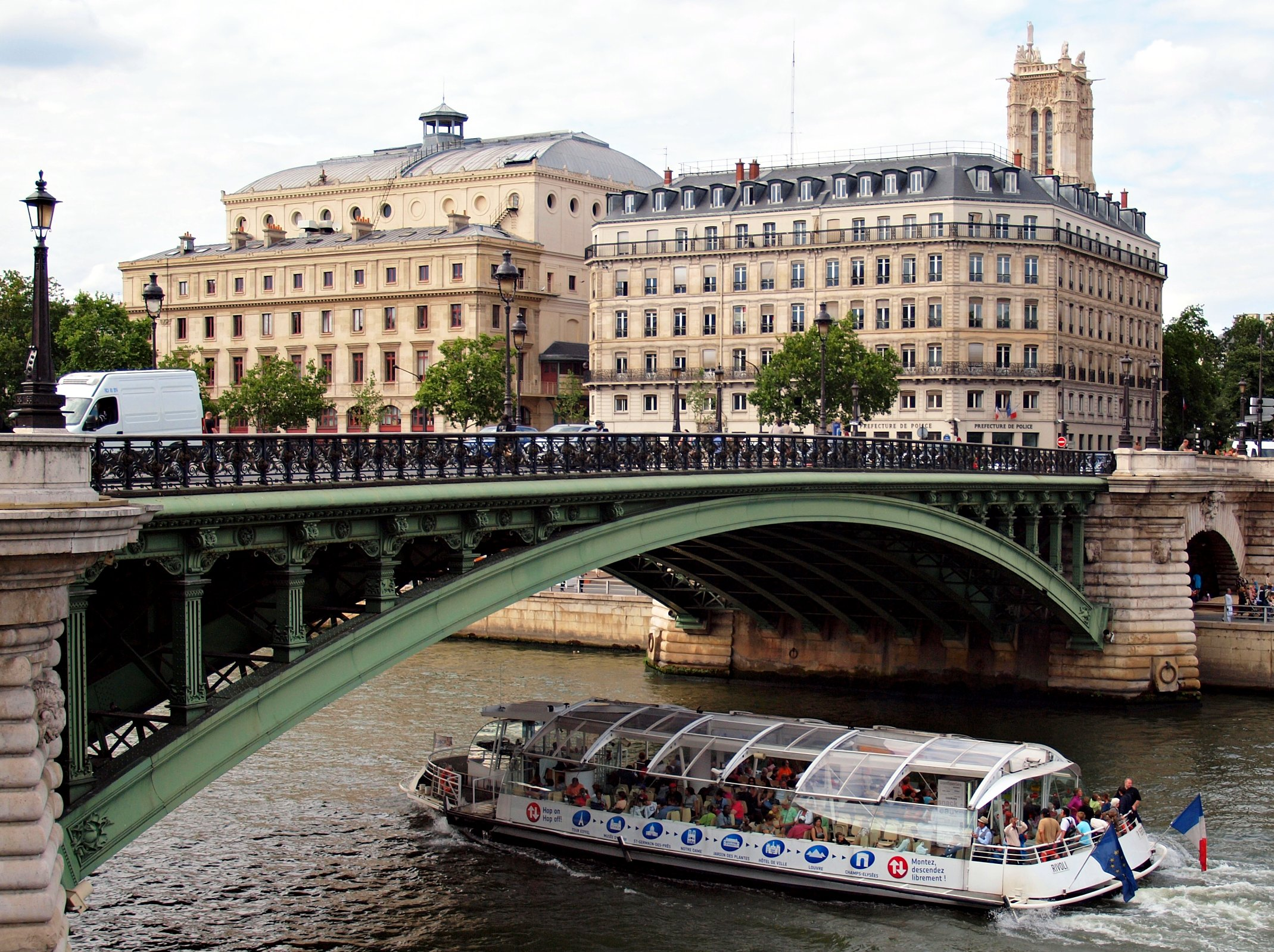
巴黎的一個观光船

观光船是一种用于遊覽風景的小艇，遊客會乘坐观光船欣賞具有历史意义的城镇和城市，观光船一般行駛在运河、河流以及海岸或湖泊上。为了让所有乘客能欣賞外面的景色，观光船上通常建有許多大窗户。为了能够讓观光船穿過通过小型、低矮、甚至是数百年历史的小桥，这些观光船需要經過特殊的设计，而且为了尽量减少对当地居民的影響，观光船可能還不能有噪音而且要零排放。